# Rândunică vest africană
Rândunica vest africană (Cecropis domicella) este o specie de pasăre din familia Hirundinidae. Se găsește în Africa de la Senegal până la estul Sudanului.